# 블랙 썬더 (초콜릿 바)
블랙 썬더(ブラックサンダー)는 일본의 유라쿠 제과 주식회사(有楽製菓株式会社)에서 제조 및 판매하는 초콜릿 바이다. 코코아 맛 쿠키 바에 바삭한 비스킷을 섞어 초콜릿으로 코팅했다. 제조업체의 권장 소매가는 세금 별도 ¥30이다. 주 광고 문구는 "번개처럼 맛있는 맛!"으로 번역된다. 유라쿠 제과 회사와 블랙 썬더 바의 이야기는 일본 비즈니스 언론에서 현대판 자수성가 이야기로 다뤄졌다.
블랙 썬더 바는 세 가지 인기 구성 요소와 합리적인 가격으로 쉽게 판매할 수 있는 캔디 바를 구상하여 만들어졌다. 이름은 일본의 천둥의 신에게서 부분적으로 영감을 받았다. 블랙 썬더 바는 1994년 도요하시시의 한 공장에서 처음 만들어졌다. 주요 고객층은 간토 지방의 대학생이었으며 판매 성장은 주로 입소문 추천에 의존했다. 2004년부터 시작된 일련의 마케팅 계약을 통해 블랙 썬더의 판매는 점진적으로 증가했다. 2008년 유라쿠 제과 회사는 남자 체조팀을 2008년 하계 올림픽에 후원했고, 브랜드 인지도는 그에 따라 증가했다.
2008년부터 유라쿠 제과 회사는 블랙 썬더 바의 변형 제품을 개발하고 마케팅하기 시작했다. 같은 라인의 유사 제품으로는 빅 썬더, 블랙 썬더 미니바, 화이트 블랙 썬더, 모닝 썬더 아침 식사 바가 있다. 2009년 유라쿠는 다른 기관과의 협력을 통해 블랙 썬더 캔디 바에서 영감을 받은 관련 제품을 개발하기 시작했다.

## 제품

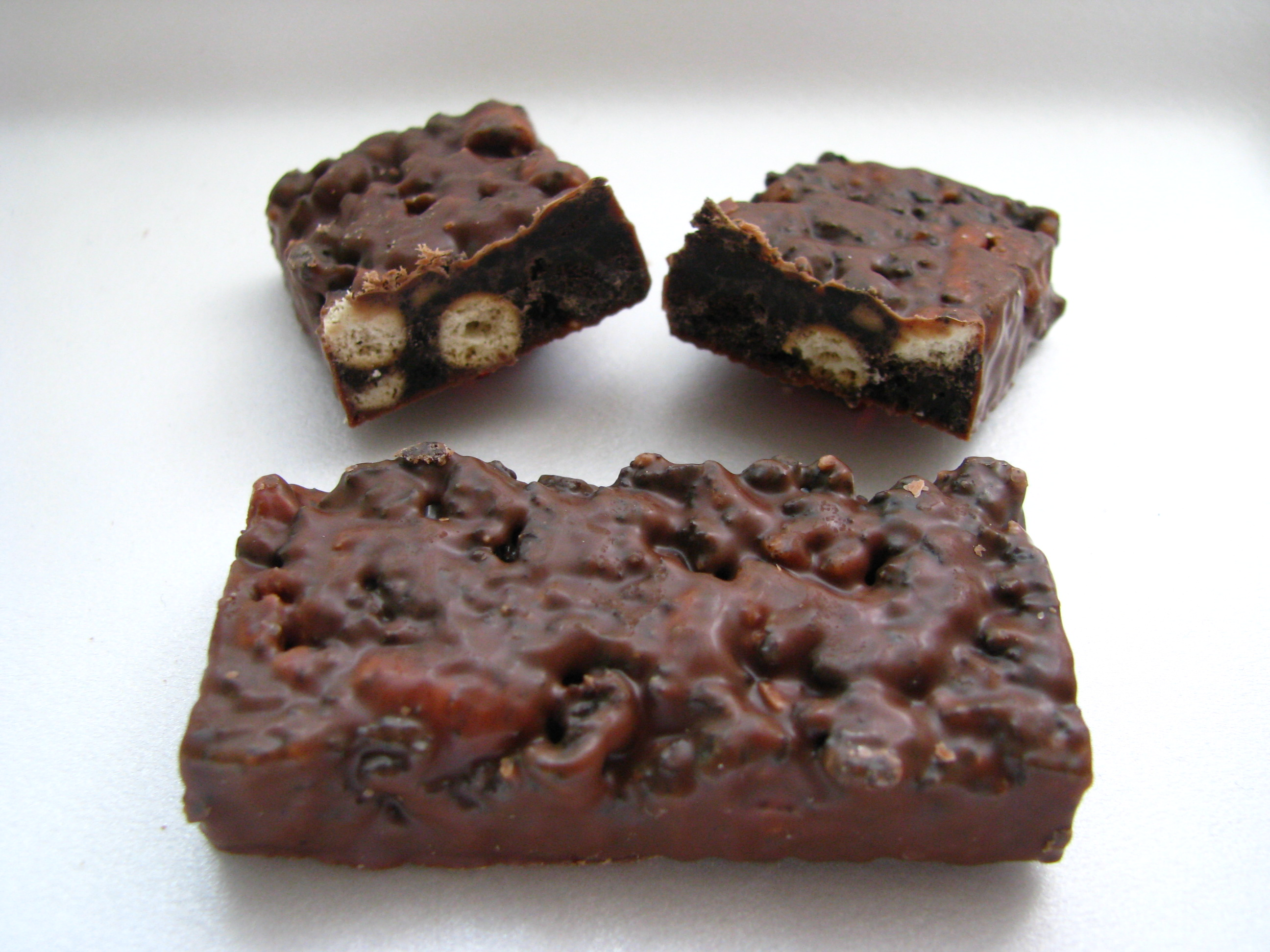
두 개의 블랙 썬더 바: 하나는 온전한 것, 하나는 단면을 보여주기 위해 자른 것.

원래 컨셉은 무거운 질감, 풍부한 맛, 합리적인 가격이라는 세 가지 주요 구성 요소를 가진 캔디 바였다. 이러한 특성의 조합은 쉽게 판매될 수 있는 제품이 될 것이라고 확신시켰다. 나중에 어린이들을 포함하여 가능한 한 많은 인구 통계 그룹에 매력적이어야 한다고 결정되었다. 어두운 코코아 맛 쿠키 조각을 일본식 크리스피 라이스와 섞은 다음 다크 밀크 초콜릿으로 코팅한 캔디 바가 개발되었다. 쿠키 바는 5면에 걸쳐 비교적 평평하게 눌려져 있지만, 초콜릿 코팅이 되어 있음에도 바의 윗면은 고르지 못한 표면을 나타낸다. 제품 이름을 정할 때 핵심 단어는 "검은색"이어야 하며, 이는 다크 초콜릿 맛을 암시할 것이라고 결정되었다. 이는 인기 있는 메이지 블랙 초콜릿 바와 같이 "검은색"이 다크 또는 쌉쌀한 초콜릿과 연관되는 일본의 다른 마케팅 트렌드와 일치한다. 소비자들에게 "임팩트"를 주기 위해 일본의 천둥의 신인 라이진의 이름을 따기로 결정했다. 제품 이름은 영어 단어 "Black Thunder"(부락쿠 산다로 발음 또는 음역됨)를 사용하지만, 외부 포장에는 제품의 일본어 한자 용어(작은 글꼴로 黒い雷神 kuroi raijin)도 포함되어 있다. 이는 소비자들이 의미를 놓치지 않도록 하기 위함이다. 개발 기간 동안 기록된 광고 슬로건은 "번개처럼 맛있는 맛!"(おいしさイナズマ級! Oishisa Inazuma-kyū!)으로 번역되지만, 초기에는 기본적인 한 줄 설명인 "블랙 코코아 크런치"에 밀려 채택되지 않았다.

## 역사
초기 개발 과정에서 세 가지 종류의 견과류가 들어간 초콜릿 바인 "초코너츠 3"이 개발되었다. 하지만 어린이들에게 어필하지 못할 것이라고 판단되어 짧은 시간 내에 단종되었다. 이후 블랙 썬더 바는 원래의 컨셉 사양을 기반으로 하되, 어린이들을 포함한 여러 인구 통계학적 부문에 어필할 수 있다는 아이디어로 개발되었다.
1994년 아이치현 도요하시시의 20명 남짓한 소규모 공장에서 블랙 썬더 초콜릿 바를 만들기 시작했다. 당시 포장에는 "Black Thunder"라는 알파벳 글자가 사용되었고, 권장 소매가는 30엔으로 책정되었다. 2000년까지 판매 실적은 인상적이지 않았지만, 제품을 유지하기로 결정했다. 동시에 패키지 디자인이 변경되었고, 컨셉 슬로건인 "번개처럼 맛있는 맛!"이 추가되었다. 2003년 8월, 패키지는 현재의 디자인으로 다시 변경되었고, 브랜드 이름의 알파벳 글꼴은 가타카나 일본어 글자로 대체되었다. 마지막으로, 특정 인구 통계층을 겨냥한 새로운 광고 슬로건이 패키지 전면에 추가되었다. "젊은 여성들에게 대히트!" 이 초기 기간 동안 판매 성장은 주로 입소문 추천에 의존했다.
처음에는 세븐일레븐 간토 지방 매장에만 유통되었지만, 마케팅 확장의 가능성을 깨닫고 협동조합 사업 제휴를 통해 더 많은 지역에 블랙 썬더를 판매하기 시작했다. 2004년부터 2005년까지의 판매 기간 동안 블랙 썬더 바는 규슈 지역에서 갑작스러운 인기를 얻었다. 2005년 여름, 블랙 썬더 바는 전국 더 많은 지역에 유통되었다. 연말까지 90만 개 이상이 판매되었으며 블랙 썬더 바는 유라쿠 제과 회사에서 가장 많이 팔리는 제품이 되었다. 2006년에는 시라이시산 협동조합에서 취급하여 인터넷으로 판매되었고, 대학생들 사이에서 인기를 얻으면서 제품 판매가 증가했다. 인터넷 판매 시작 후 3년 만에, 11년 전 처음 출시된 이후 팔린 블랙 썬더 바의 약 10배가 팔렸다. 2008년 유라쿠 제과 회사는 베이징에서 열린 2008년 하계 올림픽의 남자 체조팀을 후원했다. 팀은 은메달을 획득했으며, 개인 체조 선수 우치무라 고헤이도 은메달을 획득했다. 19세의 체조 선수가 뉴스 매체에서 제품을 적극적으로 홍보한 후, 브랜드 인지도가 상당히 높아졌고 2008년부터 2009년까지 총 판매량은 5천만 개 미만에서 1억 개라는 획기적인 숫자로 증가했다. 2010년까지 판매량은 1억 3천만 개에 달했다.
2019년 회사 창립 25주년을 맞아 유라쿠는 모델 구와타 마스미(전 야구선수 구와타 마스미의 아들)가 연기한 블랙 썬더 매트 (ブラックサンダーMATT, Burakku Sandā Matto)라는 마스코트를 선보였다. 블랙 썬더 매트는 25세의 안드로이드 (로봇) 슈퍼히어로로, 눈썹에 블랙 썬더 바를 달고 배고픈 시민들에게 블랙 썬더 바를 쏘아댄다.
현재 블랙 썬더 바는 삿포로시, 도쿄도, 오사카시, 그리고 원래의 도요하시 공장에 위치한 네 개의 공장에서 만들어진다. 이 공장들에서 블랙 썬더 바는 전국 각지의 편의점과 할인점으로 배송될 수 있으며, 여전히 간토 지역의 모든 대학생 생활협동조합에 유통된다.

### 해외 판매
2017년 델피 리미티드는 유라쿠와 전략적 제휴를 맺고 인도네시아에서 블랙 썬더를 제조하기 시작했다. 2년 후, 두 회사는 싱가포르에 본사를 둔 합작 투자 회사인 델피 유라쿠 주식회사를 설립하여 인도네시아와 말레이시아에서 블랙 썬더 및 기타 유라쿠 제품을 판매하고 있다.

## 영양 정보
다음 표는 표준 블랙 썬더 초콜릿 바의 영양 정보를 보여준다.
| 바 1개   | 6.5 x 3 x 1 cm |
| -------- | -------------- |
| 에너지   | 115 kcal       |
| 단백질   | 1.3 g          |
| 지질     | 5.9 g          |
| 탄수화물 | 14.1 g         |
| 나트륨   | 71 mg          |

## 변형
유라쿠는 원래의 블랙 썬더 바에 다양한 변형을 주어 다른 목표 인구 통계층을 겨냥하거나 다른 상업 벤처와 협력하여 생산했다. 이 섹션에는 유라쿠의 더 주목할 만한 제품 중 일부가 포함되어 있다. 다른 블랙 썬더 제품은 제한된 시장에 또는 제한된 기간 동안만 판매될 수 있다.

### 빅 썬더
2008년, 유라쿠는 더 넓은 인구 통계층에 어필하기 위해 제품을 확장했다. "빅 썬더" (ビッグサンダー, Biggu Sandā) 캔디 바가 개발되었는데, 이는 원래 바 길이와 너비의 약 두 배이지만 두께는 절반 정도이다. 주요 슬로건은 "미식가를 위한 큰 만족!!" (くいしんぼうも大満足！！, Kuishinbō mo Dai-manzoku!!)로 번역될 수 있지만, 패키지에는 또한 "맛! 크기! 번개 두 배!" (おいしさ！大きさ！ダブルイナズマ！, Oishisa! Ōkisa! Daburu Inazuma!) 및 "라이진의 큰 분노!" (雷神大暴れ！, Raijin Ō-abare!)라는 슬로건도 적혀 있다.

### 블랙 썬더 미니 바
블랙 썬더는 2008년부터 "미니바" 형태로도 판매되고 있다. 미니바는 일반 사이즈의 절반 정도 크기와 너비이며, 묶음으로 판매된다. 더 큰 부피가 비용에 민감한 가족들에게 어필할 것이라고 생각되었다. 일반 빅 썬더 바는 주로 편의점에서 판매되는 반면, 미니바의 주요 판매처는 식료품점이다.

### 디어 걸 썬더
2009년 3월, 카미야 히로시와 오노 다이스케가 진행하는 라디오 프로그램 디어 걸 스토리와 분카 방송과의 협력을 통해 "디어 걸 썬더" 캔디 바가 개발되었다. 디어 걸 썬더 바의 맛은 "첫사랑의 맛: 소금과 초콜릿"(初恋の味・塩チョコ Hatsukoi no aji: Shio-choco)으로 광고되었다. 일본에서 초콜릿은 발렌타인 데이와 관련이 있으며 연인들 사이의 적절한 선물로 간주된다. 짠 음식은 "성인"의 것으로 간주되어 성숙함과 관련이 있다. 사람의 "풋사랑"은 다른 문화와 마찬가지로 일종의 통과 의례이며, 감성적으로 달콤하지만 성숙한 결과를 가져오는 삶의 에피소드이다. 2009년 7월, 디어 걸 썬더 바 한정판 480개가 판매되었고 빠르게 매진되었다. 2010년 10월, 디어 걸 썬더 바는 훼미리마트 편의점(한 지역의 매장 제외)에서 판매되었다. 2010년 동안 소비자들은 블랙 썬더 바가 홋카이도, 미야자키현, 가고시마현, 오키나와현 지역에 유통되지 않는 이유를 물었고, 회사는 전국 유통의 타당성 조사를 통해 이에 대응했다. 2011년 1월, 디어 걸 썬더 바의 2차 판매가 애니메이트 매장, 즉 일본의 애니메이션, 일본 만화, 비디오 게임을 전문으로 하는 소매점에 유통될 것이라고 결정되었다. 또한 디지털 라디오 방송에 중점을 둔 분카 방송의 지점인 초!A&G+의 통신 판매 웹사이트에서도 판매될 예정이었다. 이 두 가지 거래는 전국 소비자들이 디어 걸 썬더 바를 구매할 수 있도록 보장한다.

### 화이트 블랙 썬더
2010년 12월, 유라쿠 제과 회사는 6개월 한정으로 "화이트 블랙 썬더" 바인 시로이 블랙 썬더(白いブラックサンダー Shiroi Burakku Sandā)를 출시했다. 쿠키와 바삭한 비스킷 코어는 블랙 썬더와 같지만, 외부 초콜릿 코팅은 하얗다. 패키지에는 1970년대 오비히로, 홋카이도에 본사를 둔 롯카테이 제과가 화이트 초콜릿을 처음 선보인 이후로 화이트 초콜릿과 연관되어 온 지역인 "홋카이도산"이라고 명시되어 있다. 광고 슬로건은 "맛있는 직하강!"(おいしさ直滑降 Oishisa Chokkakkō)으로 번역될 수 있으며, 알파인 스키의 가파른 슬로프와 분명히 관련된 용어를 사용한다. 짧은 시간 안에 화이트 썬더 바는 재고가 빠르게 소진되는 것으로 보아 매우 인기가 있음을 입증했다.

### 블랙 블랙 썬더
블랙 블랙 썬더 (黒のブラックサンダー, Kuro no Burakku Sandā)는 다크 초콜릿과 세 가지 종류의 카카오 매스와 혼합된 초콜릿 칩이 들어간 블랙 썬더의 변형이다.

### 모닝 썬더
2011년 1월, 모닝 썬더 바(モーニングサンダー Mōningu Sandā)가 출시되었다. 아침 식사용 바로 고안된 모닝 썬더는 계피 맛 쿠키에 땅콩과 콩 퍼프를 섞고, 단백질을 추가로 강화했으며, 밀크 초콜릿으로 코팅되어 있다. 패키지 전면의 슬로건은 "든든한 초콜릿 바에 단백질과 땅콩"(ブチプロテイン＆ピーナッツin満足系チョコバー Buchi Purotein ando Pīnattsu in Manzoku-kei Choko Bā)이라고 명시되어 있다. 모닝 썬더 바는 12개월 한정으로 출시될 예정이었다.

### 아침 전용 블랙 썬더
2019년에는 모닝 썬더의 새로운 변형인 "아침 전용 블랙 썬더" (朝専用ブラックサンダー, Asa sen'yō Burakku Sandā)가 출시되었다. 이 아침 식사 바에는 커피 가루, 다크 초콜릿 칩, 코코넛 조각이 들어 있다.

### 블랙 썬더 넥스트 기어
블랙 썬더 넥스트 기어 (ブラックサンダーネクストギア, Burakku Sandā Nekusuto Gia)는 아몬드가 들어간 긴 형태의 초콜릿 바이다.

### 기타 제품
블랙 썬더와 관련된 다양한 기타 제품들이 유라쿠에 의해 제한된 기간 동안 판매되거나 판매된 적이 있다. 아래 목록에는 블랙 썬더 캔디 바의 변형 또는 외부 포장의 특별판이 포함되어 있다.
블랙 썬더 변형
- 블랙 썬더 다이킨푼 (ブラックサンダー大金粉, Burakku Sandā Daikinpun) – 발렌타인데이 한정판 금가루 뿌려진 거대한 블랙 썬더 바, 3917kcal.[23]
- 블랙 썬더 골드 – 초콜릿 칩과 코코넛으로 만들었다.
- 블랙 썬더 호지차 라테 (ブラックサンダーほうじ茶ラテ, Burakku Sandā Hōjicha Rate)[24]
- 블랙 썬더 만쥬
- 블랙 썬더 말차 팥 (ブラックサンダー抹茶あずき, Burakku Sandā Matcha Azuki)[25]
- 블랙 썬더 모나카
- 바나나노 썬더 (バナナのサンダー, Banana no Sandā)[26]
- 말차노 썬더 (抹茶のサンダー, Matcha no Sandā)[27]
- 블랙 썬더 시후쿠노 버터 (ブラックサンダー 至福のバター, Burakku Sandā Shifuku no Batā) – 두 번 발효된 프랑스 버터와 홋카이도 버터 혼합으로 만들었다.[28]
- 블랙 썬더 유가나 헤이젤너츠 (ブラックサンダー優雅なヘーゼルナッツ, Burakku Sandā Yūga na Hēzerunattsu)[29]
- 블랙 썬더 남코라 맛 (ブラックサンダー ナムコーラ味, Burakku Sandā Namukōra-mi) – 남코 어뮤즈먼트 재팬 한정 코라 맛 변형.[30]
- 아몬드노 썬더 (アーモンドのサンダー, Āmondo no Sandā) – 아몬드가 들어간 블랙 썬더 바.[31]
- 이치고노 썬더 (いちごのサンダー, Ichigo no Sandā, lit. Strawberry Thunder) – 딸기 맛 블랙 썬더.[32]
- 후루구라 썬더 (フルグラ®サンダー, Furugura Sandā) – 블랙 썬더와 칼비 후루구라 과일 그래놀라 시리얼의 혼합.[33]
- 콘 포타주 썬더 (コーンポタージュサンダー, Kōn Potāju Sandā) – 블랙 썬더와 옥수수 포타주 맛의 혼합.[34]
- 골든 블랙 썬더 (黄金なブラックサンダー, Ogon na Burakku Sandā) – 발렌타인 데이 한정판으로 프랑스 블론드 초콜릿과 골든 캐러멜로 만들었다.[23]
- 교토 블랙 썬더 (京都ブラックサンダー, Kyōto Burakku Sandā) – 우지 말차와 센차 가루가 들어간 교토 한정판. 미주 주식회사와 협력하여 제조되었다.[35]
- 핑크 블랙 썬더 (ピンクなブラックサンダー, Pinku na Burakku Sandā) – 딸기 코팅을 한 블랙 썬더.[36]
- 생 블랙 썬더 (生ブラックサンダー, Nama Burakku Sandā) – 발렌타인 데이 한정판 금가루 뿌려진 블랙 썬더 3개 상자.[23]
- 도쿄 블랙 썬더 (東京ブラックサンダー, Tōkyō Burakku Sandā) – 유라쿠 제과 도쿄 한정판으로 흑설탕이 들어있다.[37]

블랙 썬더 프리티 스타일 변형
- 블랙 썬더 프리티 스타일 (ブラックサンダープリティスタイル, Burakku Sandā Puriti Sutairu) – 한 입 크기 버전의 블랙 썬더.[38]
- 블랙 썬더 프리티 스타일 맛있는 캐러멜 (ブラックサンダープリティスタイル味わいキャラメル, Burakku Sandā Puriti Sutairu Ajiwai Kyarameru)[39]
- 블랙 썬더 프리티 스타일 티라미수 (ブラックサンダープリティスタイルティラミス, Burakku Sandā Puriti Sutairu Tiramisu)[40]
- 스위츠 썬더 프리티 스타일 쇼트케이크 맛 (スイーツサンダープリティスタイル ショートケーキ味, Suītsu Sandā Puriti Sutairu Shōtokēki Aji) – 냉동 건조 딸기 조각이 들어간 화이트 초콜릿.[41]

빅 썬더 변형
- 빅 썬더 코코넛
- 다크 빅 썬더 – 다크 초콜릿으로 만들었다.

블랙 썬더 미니 바 변형
- 블랙 썬더 골드 미니바 (ブラックサンダーゴールドミニバー, Burakku Sandā Gōrudo Minibā)[42]
- 블랙 썬더 미니바 카카오 72% (ブラックサンダーミニバー カカオ72％, Burakku Sandā Minibā Kakao 72-Pāsento)[43]
- 블랙 썬더 미니바 가토 쇼콜라 (ブラックサンダーミニバー ガトーショコラ, Burakku Sandā Minibā Gatō Shokora)[44]
- 블랙 썬더 미니바 아몬드 & 헤이젤너트 (ブラックサンダーミニバー アーモンド&ヘーゼルナッツ, Burakku Sandā Minibā Āmondo ando Hēzerunattsu)[45]
- 블랙 썬더 미니바 크리스마스 (ブラックサンダーミニバークリスマス, Burakku Sandā Minibā Kurisumasu)[46]
- 블랙 썬더 미니바 할로윈 (ブラックサンダーミニバーハロウィン, Burakku Sandā Minibā Harouin)[47]
- 후루구라 썬더 미니바 (フルグラ®サンダーミニバー, Furugura Sandā Minibā)[48]
- 메론 블랙 썬더 미니 사이즈 (メロ～ンなブラックサンダー　ミニサイズ, Mero ~ n na Burakku Sandā Mini Saizu)[49]
- 감씨 썬더 미니바 (柿の種サンダーミニバー, Kaki no Tane Sandā Minibā)[50]
- 도요하시 블랙 썬더 미니바 (豊橋ブラックサンダーミニバー, Toyohashi Burakku Sandā Minibā) – 도요하시 한정 기차 포장.[51]

모찌모찌 맛 블랙 썬더
- 팥 맛[52]
- 키나코 맛
- 말차 맛[52]

블랙 썬더 아이스크림 변형
- 블랙 썬더 아이스 (ブラックサンダーアイス, Burakku Sandā Aisu) – 세리아 로일이 생산한 아이스크림 바 버전.[53]
- 블랙 썬더 초코 민트 아이스 (ブラックサンダーチョコミントアイス, Burakku Sandā Choko Minto Aisu) – 페퍼민트 아이스크림 변형.[54]

기타
- 치비 썬더 ("작은 썬더") – 특촬물 캐릭터가 있는 한 입 크기 조각
- 그래놀라 썬더
- 이케멘 썬더 – 말린 라면이 들어간 블랙 썬더 바
- 키나코 썬더
- 야키 토모로코시 썬더 ("구운 옥수수" 썬더), 2019년 출시.

## 관련 제품
2009년 유라쿠는 로열 푸드 컴퍼니와 협력하여 블랙 썬더 아이스크림 바와 블랙 썬더 모나카(아이스크림 샌드위치와 유사)를 만들기 시작했다. 유통은 세븐일레븐 매장으로 제한된다.
2010년 4월, 과카몰레 브랜드 의류 디자이너와의 협력이 발표되었다. 그 결과 남녀 수영복 라인과 남성 속옷이 출시되었다. 대부분의 품목에는 검은색 또는 금색 번개 디자인이 새겨져 있다.
2011년에는 블랙 썬더 바의 역사와 다양한 관련 정보에 대한 하드커버 책이 출판되었다. 2011년 2월 9일 서점과 편의점에 출시된 이 책의 제목은 '블랙 썬더의 미스터리'(謎のブラックサンダー Nazo no Burakku Sandā)로 번역된다.
2017년 8월, 유라쿠는 일본의 맥도날드 코퍼레이션과 협력을 발표했다. 맥플러리 블랙 썬더가 일본 맥도날드 메뉴에 추가될 예정이며, 2017년 8월 16일부터 한정 기간 동안 판매될 예정이다.